# Manuel Saavedra
Manuel Saavedra Ibarra (Los Andes, 24 de abril de 1941-ibídem, 26 de agosto de 2011) fue un futbolista chileno que desarrolló su carrera profesional como delantero en Unión La Calera, entre los años 1964 y 1973, además de unos meses en Trasandino. En 1966 y 1967 fue llamado a la selección de Chile, en donde convirtió un gol.

## Trayectoria
Probó suerte sin fortuna en Trasandino, antes de probarse en Unión La Calera junto a tres amigos. En su partido de prueba jugó en el equipo de reserva en el primer tiempo, y en el equipo titular en el segundo tiempo, quedándose con un puesto en el equipo.
Debutó profesionalmente en un partido frente a Deportes La Serena, en donde convirtió dos goles. En total, disputó 11 temporadas con el cuadro cementero.
Tras jugar la Copa Chile de 1974 con Trasandino, el club de ciudad natal, Saavedra se retiró del fútbol.

## Selección nacional
Fue llamado a la selección chilena durante los años 1966 y 1967, formando parte del plantel que participó del Sudamericano de 1967 en Montevideo, Uruguay. En total, marcó un gol con la selección nacional.

#### Participaciones en Copa América
| Torneo            | Sede    | Resultado     |
| ----------------- | ------- | ------------- |
| Sudamericano 1967 | Uruguay | Tercer puesto |

### Partidos internacionales
| 1     | 30 de noviembre de 1966 | Estadio Nacional, Santiago, Chile       | Chile      | 5-2 | Colombia  | Anotado |  | Alejandro Scopelli | Repechaje de Conmebol clasificatorio al Campeonato Sudamericano 1967 |
| 2     | 18 de enero de 1967     | Estadio Centenario, Montevideo, Uruguay | Chile      | 2-0 | Venezuela |         |  | Alejandro Scopelli | Campeonato Sudamericano 1967                                         |
| Total | Total                   | Total                                   | Presencias | 2   | Goles     | 1       |  |                    |                                                                      |

| Selección chilena | Selección chilena | Selección chilena |
| Año               | Partidos          | Goles             |
| ----------------- | ----------------- | ----------------- |
| 1966              | 1                 | 1                 |
| 1967              | 1                 | 0                 |
| Total             | 2                 | 1                 |

## Clubes
| Club            | País  | Año       |
| --------------- | ----- | --------- |
| Unión La Calera | Chile | 1964-1973 |
| Trasandino      | Chile | 1974      |